# Любовь-целительница (пьеса)
«Любо́вь-цели́тельница» (фр. L'Amour médecin) — французская комедия-балет в трёх действиях, текст написан Мольером, музыка — Жаном Батистом Люлли. В пьесе высмеиваются медики XVII века. Прежде все в таком качестве комедия и интересовала публику. Так, пьеса в эпоху Мольера была прежде всего известна не под названием «Любовь-целительница», а просто как «Врачи» (Les Médecins). 

## История
Представлена впервые в Версальском дворце 15 сентября 1665 года по случаю начала королевской охоты, а затем 22 сентября в Париже в театре Пале-Рояль (без музыки и танцев) труппой Мольера, для которой это была первая постановка в статусе королевской. Биограф Мольера Жорж Бордонов относительно сатиры на врачей писал: «Мольер, не боясь восстановить против себя Факультет, придумал необычную, но забавную шутку: вывести на сцене придворных врачей. Он попросил Буало найти для них греческие имена: Баис (Лающий) — это Эспри, лекарь Месье; Макротон (Медленно говорящий) — Гено, врач королевы, который разговаривал с пеной на губах; Томес (Пускающий кровь) — Дакен, второй врач королевы и домохозяин Мольера; Дефонандрес (Убивающий людей) — дю Фужре. Врач Мадам, Ивлен, стал Филереном; так звали учителя фехтования, известного своими неотразимыми ударами бойца-дуэлянта. Говорят, что Мольер, дабы сделать намёк яснее, велел актёрам надеть маски, повторяющие черты его жертв».

## Сюжет
Буржуа Сганарель запрещает своей дочери Люсинде выходить замуж за её возлюбленного Клитандра. Тогда она решает симулировать болезнь при помощи своей горничной Лизетты. Сганарель привлекает врачей, но вскоре приходит к выводу об их некомпетентности. Лизетта объявляет, что она знает человека, который лечит все болезни. Так, под видом врача, Клитандр оказывается у Люсинды, утверждая, что единственное средство от болезни — брак.

## Персонажи
|                                |                  |
| Персонажи                      | Известные актёры |
| Сганарель, отец Люсинды        | Мольер           |
| Аминта, соседка Сганареля      |                  |
| Лукреция, племянница Сганареля |                  |
| Гильом, продавец обоев         |                  |
| Жозе, ювелир                   |                  |
| Люсинда, дочь Сганареля        | Арманда Бежар    |
| Лизетта, наперсница Люсинды    |                  |
| Томэ, доктор                   |                  |
| Дефонандрес, доктор            | Луи Бежар        |
| Макротон, доктор               |                  |
| Баис (Баи, Багис), доктор      |                  |
| Филерин, доктор                |                  |
| Клитандр, возлюбленный Люсинды |                  |
| Нотариус                       |                  |
| Шампань, слуга Сганареля       |                  |
| Тривелины и скарамуччи         |                  |